# 1234
1234 (MCCXXXIV) fue un año común comenzado en domingo del calendario juliano.

## Acontecimientos
- Canonización de Santo Domingo de Guzmán.
- 24 de abril, El rey Fernando III de Castilla donó Magacela a la Orden de Alcántara a cambio de la ciudad de Trujillo.
- Reconquista de Almazora por el rey Jaime I.

## Fallecimientos
- 7 de abril - Sancho VII, "el Fuerte", rey de Navarra.
- Manés de Guzmán. En Caleruega (Burgos). Beato de la Iglesia católica y hermano de Santo Domingo de Guzmán.
- Emperador Go-Horikawa de Japón (n. 1212).